# ریکسانسر
شهر ریکسانسر (به فرانسوی: Rixensart) در شهرستان نیول  در استان اوئلون بربان  در منطقه فدرال والوون در کشور بلژیک واقع شده‌است.

## نگارخانه

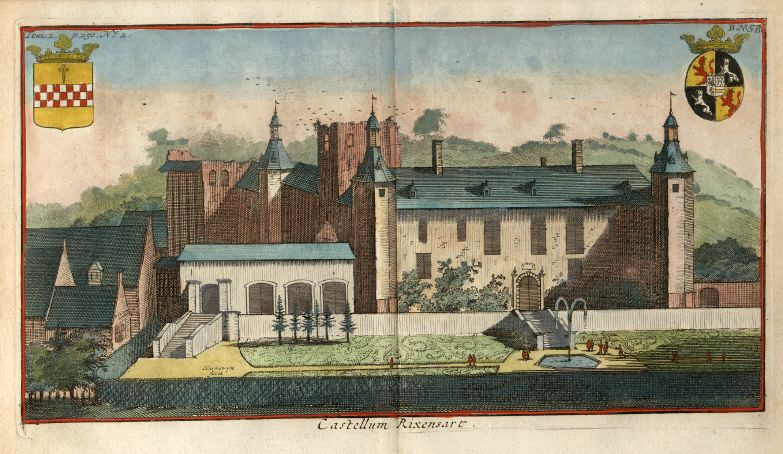
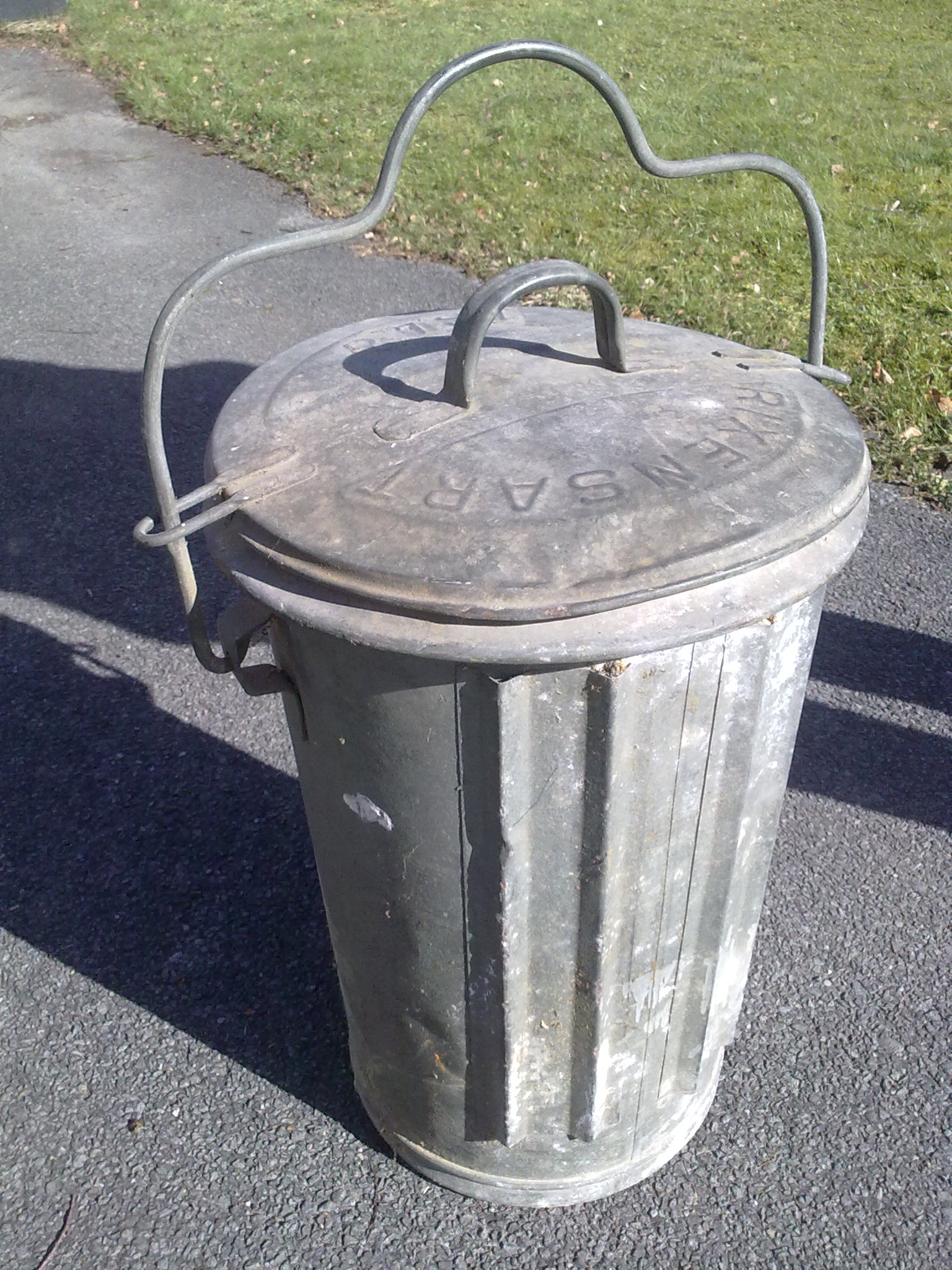